# 산타 무에르테

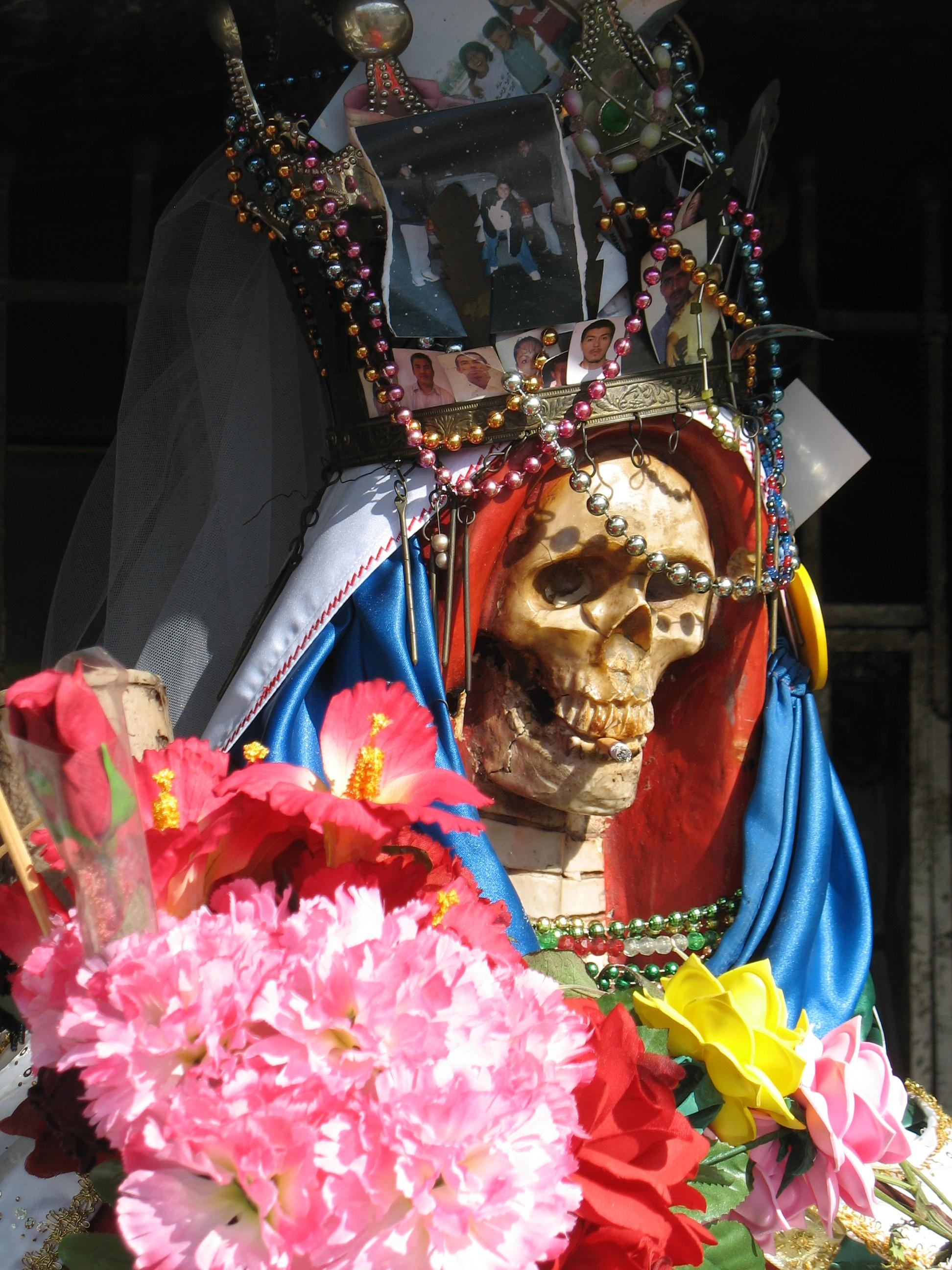

누에스트라 세뇨라 데 라 산타 무에르테(스페인어: Nuestra Señora de la Santa Muerte [ˈnwestra seˈɲora ðe la ˈsanta ˈmweɾte][*])는 멕시코 및 멕시코계 이주민들 사이의 민간신앙에서 숭배되는 여신이다. 죽음의 의인화인 죽음의 성녀는 치유신이며 또한 수호신이고 사후 내세로의 안전한 여행을 담보한다고 숭배된다. 죽음의 성녀 신앙은 아즈텍 제국에서 유래한 것으로 보이는 멕시코 특유의 명부에 대한 신앙에 천주교의 성모·성녀 공경 풍습이 접목된 혼합주의에 의해 구체화되었고 2000년대 이후 살인이나 밀수와 같은 범죄가 성공할 수 있게 도와주는 여신이라는 악마숭배적 신앙까지 덧씌워지면서 죽음의 성녀 신앙은 영향력 확대를 거듭하고 있다.
콜럼버스 이전 시대부터 멕시코 지역의 원주민들 사이에는 죽음 숭배 문화가 있었고, 망자의 날 같은 기념일에 그 편린이 아직도 남아 있다. 멕시코의 가톨릭 교회는 죽음의 성녀 신앙을 이단으로 단죄하였으나 죽음의 성녀 신앙은 멕시코 문화에서 확고한 위치를 가지게 되었다.
죽음의 성녀는 보통 여성의 백골이 긴 법복을 입고 무언가 물건을 들고 있는 우상으로 묘사된다. 그 물건은 대개 큰 낫이나 지구본이다. 신자마다 우상의 묘사나 의식의 형태가 제각각인지라 법복의 색상 같은 것은 다양하다.
죽음의 성녀 신앙은 20세기 이전까지 신자들의 가정내에서 비밀리에 행해져 왔다. 그러다 21세기 초엽부터 보다 공공연한 형태를 취하게 되었고, 2001년 멕시코시티에는 죽음의 성녀 사원이 건립되었다. 지난 10-20여년간 멕시코, 미국, 중앙아메리카에서 죽음의 성녀 신자의 수는 1000-2000만 명 수준으로 불어났다.

## 같이 보기
- 아바돈
- 죽음의 신
- 미카엘 (대천사)
- 타나토스